# Pedro Adão e Silva
Pedro Adão e Silva (ur. 1974 w Lizbonie) – portugalski socjolog, nauczyciel akademicki i polityk, w latach 2022–2024 minister kultury.

## Życiorys
W 1997 ukończył socjologię w ISCTE, doktoryzował się w 2009 z nauk społecznych i politycznych w Europejskim Instytucie Uniwersyteckim we Florencji. Jako nauczyciel akademicki związany z ISCTE – Instituto Universitário de Lisboa, był kierownikiem studiów doktoranckich z zakresu polityki publicznej. Pełnił m.in. funkcję zastępcy dyrektora instytutu IPPS.
Działał w Partii Socjalistycznej, wchodził w skład jej ścisłych władz, gdy ugrupowaniem kierował Eduardo Ferro Rodrigues. Zrezygnował później z członkostwa w PS. Udzielał się jako komentator w radiu i telewizji, a także jako felietonista gazety „Expresso”. Został członkiem CNCTI, krajowej rady nauki, technologii i innowacji. W czerwcu 2021 powołany na komisarza wykonawczego obchodów 50. rocznicy rewolucji goździków z 1974.
W marcu 2022 objął stanowisko ministra kultury w trzecim rządzie Antónia Costy. Funkcję tę pełnił do kwietnia 2024.